# Вайндло
Ва́йндло (эст. Vaindloo или эст. Vaindloo saar, швед. Stenskär, прежнее русское — Стеншер) — остров в Финском заливе, принадлежащий эстонскому уезду Ляэне-Вирумаа.

## География

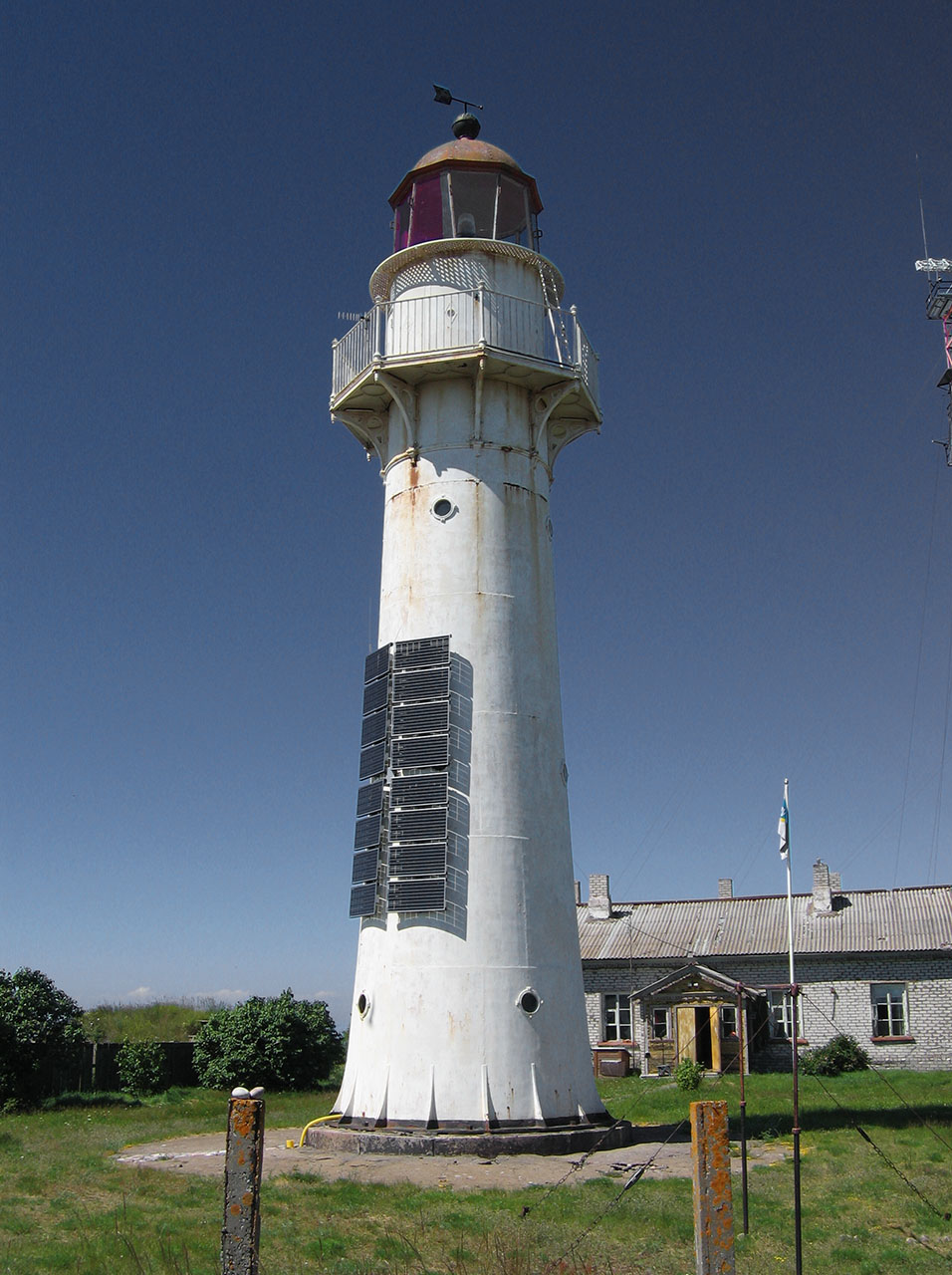
Маяк

Вайндло является самым северным эстонским островом и расположен в 30 км к западу от российского Малого Тютерса. Эстонское побережье находится в 25 км (16 миль) к югу от острова, финское — в 50 к северу.
Вайндло представляет собою скалу, возвышающуюся над морем на 8,5 м и вытянутую с севера на юг. Длина острова составляет 512 м, ширина — 149 м. Севернее острова — в 4-х кабельтовых от него — и юго-восточнее — в 2-х милях — из моря выступают рифы.
На острове расположен круглый белый маяк из чугуна, высотою в 17 м. Фокальная плоскость маяка находится на высоте 20 м. Даёт каждые 15 сек. красную или белую вспышки — цвет вспышки зависит от направления. Маяк управляется дистанционно и питается солнечной энергией. Рядом с маяком возвышается 50-метровая решётчатая башня, оборудованная радаром и используемая эстонской пограничной стражей. Обслуживающий её персонал проживает в одноэтажных домах, расположенных вокруг. Остров является закрытой для посещения территорией.
Фауна острова, помимо других видов, представлена крачкой обыкновенной и крачкой полярной, которых в период спаривания можно наблюдать до 150 пар каждого вида.

## История
Первый маяк на острове был построен ещё в шведские времена — в 1718 году. В 1721 году Стеншер перешёл от Швеции к России по Ништадтскому мирному договору, как лежащий «…на стороне Оста от Ревеля в фарватере к Выборгу на стороне Зюйда и Оста…», то есть расположенный к югу от центральной оси Финского залива. В 1788 году севернее Стеншера — между ним и Кольбодегрундским маяком — произошло сражение между русским и шведским флотами, известное больше как Гогландское сражение.
Маяк на острове был деревянным и много раз перестраивался и чинился, пока в 1868 году не разрушился окончательно. Тогда в 1871 году на Стеншер переместили чугунный маяк с острова Вормси постройки 1864 года. Последний раз этот маяк чинили в 1971 году. На острове располагался наблюдательный пост Балтийского флота.
В 1920 году Стеншер перешёл под юрисдикцию только что возникшей Эстонии. На острове появился эстонский маячный пост, обслуживавшийся командой эстонских ВМС. В 1940 году Стеншер вместе с прочими эстонскими территориями был присоединён к Советскому Союзу, а в мае 1941 года на острове восстановили наблюдательный пост (СНиС) Балтийского флота, который обслуживали 8 моряков под командой старшины 2-й статьи Михаила Гущанинова.
С началом Великой Отечественной войны финский и советский флоты выставили вокруг острова минные поля: финский 24 июня — заграждение И-3 юго-западнее острова, а советский 4 июля — заграждение 14-А между Вайндло и Родшером. В июле-августе 1941 года на линии островов Вайндло и Кери находились дозорные корабли Балтийского флота.
Во время Таллинского перехода в ночь с 28 на 29 августа корабли и суда, направлявшиеся в Кронштадт, встали на якоря в 15 милях восточнее Вайндло. Утром 29 августа, подвергнувшись бомбометанию германской авиации, возле острова затонуло судно «Вторая пятилетка», а изрядно повреждённый транспорт «Казахстан» сумел «приткнуться» к островной отмели. На Вайндло оказалось 2300 или 2500 людей, из которых женщин и раненных забрали на следующий день, а остальных свели в полк, который отдали под команду полковника Георгия Потёмкина. «Казахстан» сняли с мели и увели 30 августа, а сводный полк эвакуировали 6 сентября 1941 года. 9 сентября остров был покинут и командой СНиСа.
В мае 1943 года возле Вайндло финскими ВМС была потоплена советская подводная лодка Щ-408, которой командовал капитан-лейтенант П. С. Кузьмин.

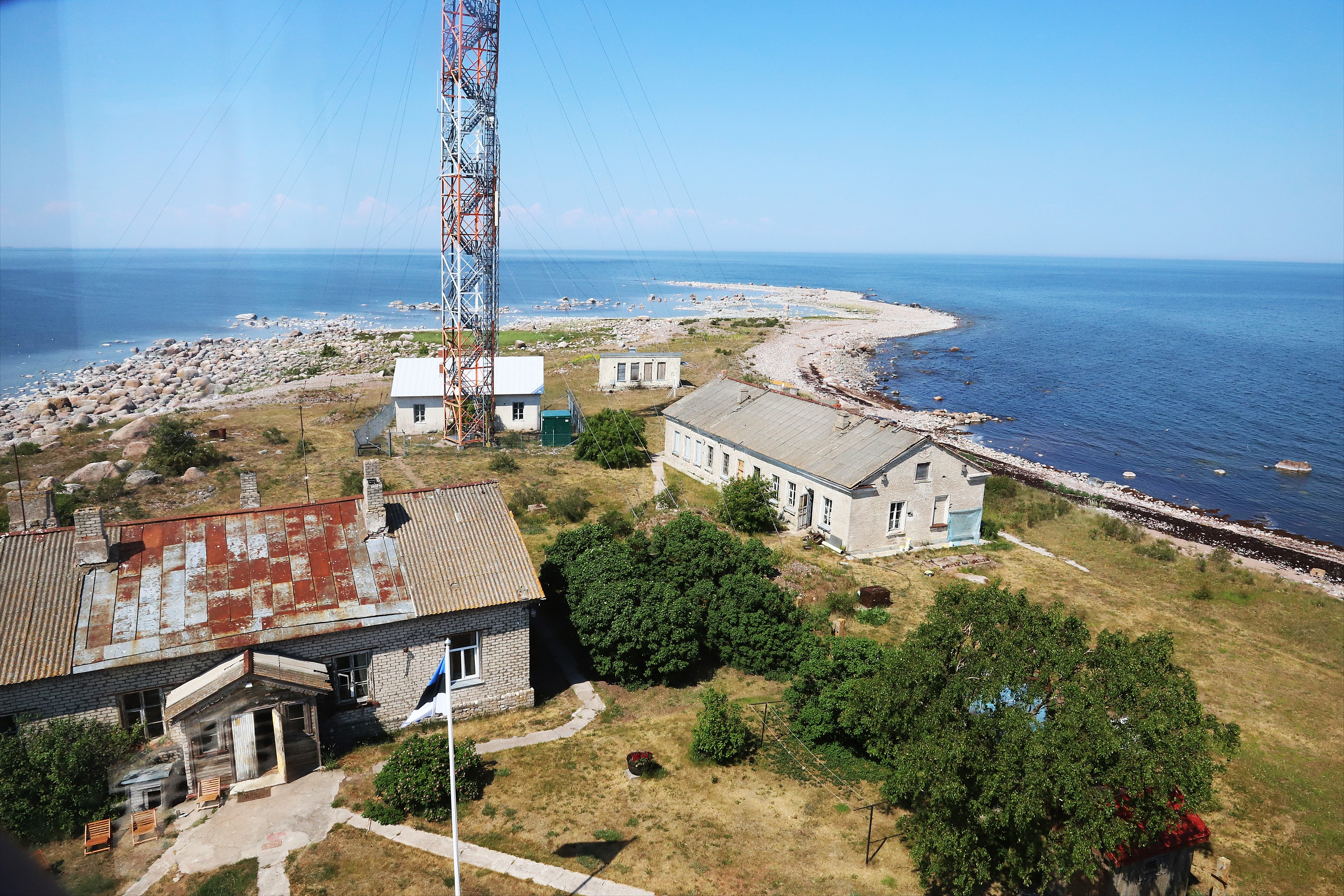
Вайндло, 2023 год

Будучи частью Эстонской ССР, в 1991 году остров вошёл в состав независимой Эстонии, и с тех пор его статус был подтверждён международными соглашениями. Восстановление независимости Эстонии дало толчок к развитию новых инициатив по охране окружающей среды и сохранению исторического наследия острова.
В 1940 году остров Вайндло, населённый военными моряками, на протяжении целой зимы оставался изолированным от остального мира, так как ни одно средство передвижения не имело доступа к нему. В такие зимние месяцы, когда штормовые условия и ледяные наслоения препятствовали морским перевозкам, жизнь на острове становилась весьма сложной. Пограничники и обслуживающий персонал маяка были вынуждены полагаться на собственные запасы продовольствия и ресурсов, поскольку поставки были невозможны. В условиях изоляции военнослужащие развивали навыки, такие как рыболовство и сбор диких растений, что позволяло им не только выживать, но и поддерживать уровень морального духа.

## Население
Население острова Вайндло в настоящее время ограничено, так как он является закрытой для посещения территорией. Ранее на острове проживало небольшое количество людей, в основном обслуживающего персонала маяка и пограничной службы. С момента восстановления независимости Эстонии в 1991 году население стало ещё менее стабильным, и многие исторические поселения были заброшены. В настоящее время на острове дислоцируются пограничники, которые следят за соблюдением безопасности и охраной территории. Они также проводят патрулирование морской границы, обеспечивая защиту окружающей среды и морских ресурсов. Несмотря на это, постоянных жителей на Вайндло нет, и лишь изредка сюда прибывают учёные и экологи для проведения исследований. Время от времени остров привлекает туристов, интересующихся природой и историей региона, хотя доступ к нему строго ограничен. Это делает Вайндло уникальным местом, сохранившим свою дикие и нетронутые уголки природы.